# チャールズ・フォルジャー

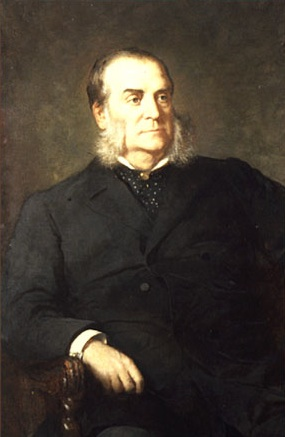
チャールズ・フォルジャー

チャールズ・ジェイムズ・フォルジャー（Charles James Folger、1818年4月16日 - 1884年9月4日）は、財務長官を務めたアメリカ合衆国の政治家、法学者。

## 生涯
1818年、フォルジャーはマサチューセッツ州ナンタケット島で誕生した。フォルジャーは1830年に家族とともにニューヨーク州ジュネーブに移り住み、1836年にジュネーブ大学（現在のハーバード大学）で法学の学位を取得した。1839年、フォルジャーはニューヨーク州で弁護士としての認可を受けると、同州オールバニで弁護士を開業した。その後1839年に事務所を同州リヨンズへ移したが、1840年に故郷ジュネーブに事務所を戻した。1843年、フォルジャーはニューヨーク州オンタリオ郡で民事訴訟裁判所の判事となり、1851年から1855年まで同郡の郡判事を務めた。
1861年、フォルジャーはニューヨーク州上院議員の共和党候補として選出され、政界への第一歩を踏み入れた。そしてニューヨーク州上院議員に選出されたフォルジャーは1862年から1869年までその職を務め、1867年にはニューヨーク州憲法制定会議の代表を務めた。また1868年には共和党全国大会の代表も務めた。その後1869年、フォルジャーはユリシーズ・グラント大統領から財務省出納局次長に任命され、1870年までニューヨーク市でその職を務めた。
フォルジャーは1870年から1880年までニューヨーク州巡回控訴裁判所の判事を務め、1881年に同裁判所の長官に昇格した。その後1881年11月、フォルジャーはチェスター・アーサー大統領の指名を受けてアメリカ合衆国財務長官に就任した。
フォルジャーの財務長官就任当時、連邦政府は膨大な余剰資金を保有していた。この余剰資金の処理については、連邦政府が抱える国庫借入金の清算に充当するか、市中銀行に預け入れることで経済活性を図るか、など様々な選択肢があった。フォルジャーはこの余剰資金の処理について、関税の引き下げにより政府の収入を押さえることで対処しようとした。またフォルジャーは財務省の再編を実施し、事務作業の分担規範を導入した。
1882年、フォルジャーは共和党からニューヨーク州知事の候補として選出された。しかしながらフォルジャーは一切の選挙活動を行わなかったため、民主党の対立候補グロバー・クリーブランドに5048票差で敗北した（勝利したクリーブランドは1万6118票を獲得）。
1884年、フォルジャーは財務長官在任中にニューヨーク州ジュネーブで死去した。フォルジャーの遺体が埋葬された場所は不明である。